# Pascal Hector
Pascal Hector (* 11. Januar 1962 in Saarbrücken) ist ein deutscher Diplomat und Hochschullehrer. Er ist seit 2025 deutscher Botschafter in Kroatien. Zuvor war er von 2021 bis 2025 deutscher Botschafter in Dänemark.

## Ausbildung
Pascal Hector studierte Rechtswissenschaft und Volkswirtschaftslehre in Saarbrücken, Genf und Singapur und schloss diese als Diplom-Volkswirt und mit dem zweiten Juristischen Staatsexamen ab. Zusätzlich absolvierte er den Studiengang „Europäische Integration“ am Europa-Institut Saarbrücken. Er wurde 1992 mit einer Arbeit zum Thema Das völkerrechtliche Abwägungsgebot: Abgrenzung der Souveränitätssphären durch Verfahren promoviert.

## Diplomatische Laufbahn
Nach Erfolg im Auswahlverfahren wurde Hector 1991 in den höheren Auswärtigen Dienst aufgenommen.
Nach Abschluss der Attachéausbildung arbeitete er von 1992 bis 1993 als Referent für Menschenrechte und Minderheitenfragen im OSZE-Referat des Auswärtigen Amts. Als Legationsrat war er von 1993 bis 1996 an der Ständigen Vertretung Deutschlands bei der EU in Brüssel an den Erweiterungsverhandlungen mit Österreich, Finnland, Schweden und Norwegen beteiligt. 1996 wechselte er als Pressesprecher für Europafragen in das Auswärtige Amt und kehrte 1999 als Mitglied der Antici-Gruppe an die Ständige Vertretung bei der EU zurück.
Es folgte von 2002 bis 2004 eine Tätigkeit als stellvertretender Leiter des Sekretariats für die Arbeiten an der Europäischen Verfassung im Auswärtigen Amt. Dabei war er unter anderem deutscher Vertreter im Redaktionsausschuss für den „Vertrag über eine Verfassung für Europa“.
Von 2004 bis 2005 leitete er den Arbeitsstab im Auswärtigen Amt für die Verhandlungen über den mehrjährigen EU-Finanzrahmen für 2007–2013 und wurde 2005 Leiter des Referats für EU-Finanzen, -Agrarpolitik und Wirtschaftsfragen.
Nach einer Verwendung als Gesandter und ständiger Vertreter des Botschafters an der Botschaft Ankara (Türkei; 2009 bis 2012) war er von 2012 bis 2016 Beauftragter für Fragen des allgemeinen und besonderen Völkerrechts im Auswärtigen Amt, wechselte dann als Gesandter an die Deutsche Botschaft Paris und wurde 2021 zum deutschen Botschafter in Dänemark ernannt. 2025 wurde er zum deutschen Botschafter in Kroatien ernannt.

## Lehrtätigkeit
Seit 1994 lehrt Hector am Europa-Institut Saarbrücken, zunächst als Lehrbeauftragter und seit 2005 als Honorarprofessor.

## Privates
Pascal Hector ist verheiratet und hat drei Söhne. Er ist der Enkel von Jacob Hector und Neffe von Edgar Georg Maria Hector.
Er ist seit Studientagen Mitglied der katholischen Studentenverbindungen KDStV Saarland (Saarbrücken) Jena und KAV Suevia Berlin, beide im CV.

## Veröffentlichungen (Auswahl)
- Pascal Hector: Das völkerrechtliche Abwägungsgebot. Abgrenzung der Souveränitätssphären durch Verfahren. Duncker & Humblot, Berlin 2021, ISBN 978-3-428-47636-7.
- Pascal Hector: Regulierungen am Arbeitsmarkt e. vergleichende beschäftigungspolit. Analyse für ausgew. Staaten d. Europ. Gemeinschaft. Frankfurt am Main 1988, ISBN 978-3-631-40740-0.
- als Co-Autor: Beziehungsstatus: kompliziert dreißig Blicke auf die deutsch-französischen Beziehungen. St. Ingbert 2017, ISBN 978-3-95602-119-0.
- weitere Veröffentlichungen